# Düsseldorfer Yachtclub

Yachthafen des Düsseldorfer Yachtclubs in Düsseldorf-Golzheim (vorne links), im Hintergrund die Theodor-Heuss-Brücke

Der Düsseldorfer Yachtclub (DYC) wurde im Jahre 1908 in Düsseldorf gegründet und ist damit der zweitälteste Segelverein in Nordrhein-Westfalen.

## Geschichte
Der Düsseldorfer Yachtclub wurde als Düsseldorfer Segel- und Motorboot-Club Ahoi im Jahre 1908 gegründet. Die Einladung zur Gründung, die im Düsseldorfer Hotel „Römischer Kaiser“ stattfand, hatten Gustav Anger, Franz Hüveler, Gustav Melcher und August Peters am 27. August 1908 versandt. Am Anfang war der Verein 45 Mitglieder und zwölf Boote stark. Der Verein initiierte den Bau eines Yachthafens nördlich der Golzheimer Insel. Den Beschluss dazu fasste die Düsseldorfer Stadtverordnetenversammlung am 13. Oktober 1908. 1909 konnte der Yachthafen mit dem Wohnschiff „Peter“ sowie vier Liegeplätzen eröffnet werden. Schon früh fanden sportliche Wettkämpfe statt; 1911 richtete der Club die erste offene Regatta auf dem Rhein von Benrath bis Düsseldorf aus. 1922 wurde zusammen mit anderen Segelvereinen die erste Rheinwoche auf der Strecke von Andernach nach Emmerich veranstaltet.
1935 schlossen sich der „Rheinische Motoryachtclub“ und der DYC zusammen.
In den Jahren vor dem Zweiten Weltkrieg war Carl Jacobi Vorsitzender des DYC. Jacobi war auch als Regionalvertreter für Nordrhein-Westfalen Mitglied im Vorstand des Deutschen Segler-Verbandes. Ende 1945 wurde Hermann Römer zum Vorsitzenden gewählt.

## Organisation
Der DYC wird von einem ehrenamtlichen Vorstand geleitet. Hinzu kommen Mitglieder des erweiterten Vorstandes, die sich um die Organisation von Regatten, Fahrtenwettbewerben und die Jugendausbildung kümmern.
2011 zählt der DYC rund 500 Mitglieder, von denen etwa 20 Prozent Jugend- und Juniorenmitglieder sind.

## Segelsport
DYC-Mitglieder gewannen die Deutsche Meisterschaft in den Bootsklassen Starboot, Flying Dutchman, Laser, 470er, 505er sowie die Europameisterschaft im 505er.
Auf den Seerevieren war vor allem Ehrenmitglied Willi Illbruck mit mehreren Schiffen namens Pinta erfolgreich. Anfang 1998 starteten Willi und sein Sohn Michael die erste professionelle deutsche Teilnahme am Volvo (ehemals Whitbread) Round the World Race, das 2002 mit der Illbruck auch gewonnen wurde.
Fahrtensegler des DYC, wie Gerd Müller und Klaus Hympendahl, umsegelten mehrfach die Erde und gewannen zahlreiche Preise; zum Beispiel wurde 1992 Wolfgang Laermann vom Königlich Dänischen Yachtclub mit dem Baltic Sea Cup ausgezeichnet, einem Pokal, der seit 1976 erst zwei Mal vergeben wurde.
Zur Nachwuchsschulung unterhält der DYC eine Optigruppe sowie für Junioren Boote der 420er-, Laser- und H-Boot-Klasse. Diese trainieren auf dem clubeigenen Jugendrevier, dem Löwensee in Willich. 1995 wurde der DYC mit dem „Grünen Band“ für vorbildliche Jugendarbeit ausgezeichnet.
Als Ausrichter tritt der DYC bei den traditionellen Regatten auf dem Rhein und im Turnus mit anderen Vereinen bei der Rheinwoche auf, außerdem ist er Mitausrichter der Nordseewoche. Seit 2008 richtet der DYC jeweils über Fronleichnam eine ORC-Regatta am IJsselmeer aus, den DYC-Cup.
Im Jahr 1996 richtete der DYC in der Starbootklasse erstmals eine Deutsche Meisterschaft aus. Sie war nicht nur für den DYC ein Novum, denn das Revier war das heimliche Hausrevier vieler westdeutscher Segler, das IJsselmeer. Zusammen mit dem Royal Yachtclub Hollandia wurde die erste gemeinsame Deutsche und Niederländische Meisterschaft ausgerichtet. Die Idee, eine Deutsche Meisterschaft auf einem ausländischen Revier zu veranstalten, war vor allem für die beiden nationalen Verbände eine willkommene Abwechslung im alltäglichen Funktionärsgeschäft. Unter der Schirmherrschaft von Bundeskanzler Helmut Kohl und Ministerpräsident Wim Kok errangen als erste gemeinsame Deutsch-Niederländische Meister Markus Reger und Thorsten Helmert den Titel.
Im Jahr 2002 konnte der DYC erneut eine Meisterschaft in Medemblik ausrichten, die Internationale Deutsche Jüngstenmeisterschaft im Optimisten.

## Motorbootsport
Der DYC unterhält eine Motorbootabteilung, die ebenfalls erfolgreich an Wettbewerben teilnimmt. Der „Pavillon d’Or“, ein von der U.I.M. anerkannter Langfahrtwettbewerb für Motoryachten, wurde dreimal vom DYC ausgerichtet. Die erste Veranstaltung fand auf Betreiben des damaligen Vorsitzenden Römers bereits 1953 statt, die zweite 1961, die dritte 1978. Die Veranstaltung 1961 gewann der Düsseldorfer Oskar Trost, Mitglied des DYC.
Philipp Kinzler startete von 1991 bis 1995 in der Rennbootklasse OSY-400 (400-cm³-Serienmotor), 1992 wurde er Deutscher Meister.